# Ormenis perfecta
Ormenis perfecta är en insektsart som först beskrevs av Walker 1851.  Ormenis perfecta ingår i släktet Ormenis och familjen Flatidae. Inga underarter finns listade i Catalogue of Life.